# Weest Hem indachtig
Weest Hem indachtig is een sciencefictionverhaal geschreven door de Amerikaan Isaac Asimov in 1974. Het verhaal verscheen in de mei 1974-editie van Fantasy and Science Fiction. Het verhaal handelt over de mogelijkheden en problemen binnen de door Asimov zelf geschapen Drie wetten van de robotica.

## Het verhaal
U.S. Robots, een firma op het gebied van robots bevindt zich op de grens van een crisis. De mensen willen eigenlijk nog steeds niets weten van robots die er als mens uitzien en daarom schakelt men ze alleen in om het “vuile en gevaarlijke werk” op te knappen, zoals mijnbouw op asteroïden. Maar de techniek schrijdt voort en ook deze arbeid kan op korte termijn door mensen overgenomen worden. De directeur van U.S.Robots, een opvolger van Susan Calvin, wil proberen robots zodanig te laten werken dat ze nog een stapje dichter bij het mens-zijn komen. Naar zijn idee zullen ze dan minder afschrikwekkend zijn. Hij probeert de robots in die geest te laten programmeren. Als gevolg daarvan kunnen ze inschatten of de opdracht van mens A belangrijker is dan van mens B. Zij mogen dat alleen doen aan de hand van de gegeven opdracht. Uiterlijkheden, karakter, enz. mogen niet van invloed zijn, maar alles binnen de drie wetten. Daartoe wordt het robotmodel G-10 (George Tien) als proefrobot ingeschakeld. Hij moet met al zijn vaardigheden een juiste inschatting (gaan) maken. George Tien heeft voor zijn onpartijdig onderzoek de hulp nodig van het oude model George Negen. Na grondige evaluatie komen zij er achter, dat de mensheid met zijn opdracht in plaats van de drie wetten aan te scherpen, ze buiten werking heeft gesteld.
Zijn beste vriend · Sally · Op een dag · Gezichtspunt · Denken · Ware liefde · Robot AL-76 verdwaald · Overwinning onopzettelijk · Vreemdeling in het paradijs · Lichtvers · De racist · Robbie · Als we bij elkaar komen · Spiegelbeeld · Jubileumincident · Eerste wet · dronken robot · Logica · Vingers · Leugenaar · Succes verzekerd · Lenny · Galeislaaf · Robot vermist · Risico · Grappenmaker! · Bewijs · De machines · Vrouwelijke intuïtie · Weest Hem indachtig · Tweehonderd jaar mens